# Věra Kubánková
Věra Kubánková, née à Košice (Tchécoslovaquie) le 22 juillet 1924 et morte à Prague (République tchèque) le 13 avril 2016, est une actrice tchèque.

## Filmographie partielle

### Au cinéma
- 1959 : Návsteva : l'épouse
- 1968 : Malé letní blues : Mikesová
- 1980 : Le Cas Lapin[réf. nécessaire] (Causa králík) : juge
- 1983 : Zachvev strachu : Janitor
- 1984 : Prodlouzený cas
- 1985 : Noc smaragdového mesíce
- 1986 : Osudy dobrého vojáka Svejka : Mrs. Müllerová (voix)
- 1990 : Ta nase písnicka ceská II : Matka hoouslisty
- 1994 : Ziletky : Granny
- 2002 : Smradi : Vránová
- 2003 : Seance Fiction : Ruzena Simácková
- 2006 : Besame mucho : l'infirmière
- 2010 : Destová víla : la grand-mère
- 2012 : L'Homme qui rit : la Dame de la cour
- 2015 : Kobry a uzovky : Babicka
- 2016 : Rachanda : Korenarka

### À la télévision
- 1977 : Žena za pultem, série télévisée : Julie, l'épouse de Karas

## Distinctions
- 1988 : Artiste émérite de Tchécoslovaquie
- 1999 : Prix František pour l'ensemble de ses réalisations en doublage
- 2006 : Prix Thalia (Cena Thálie) pour l'ensemble de ses réalisations au théâtre